# Commodore PET
Commodore PET (sigla per Personal Electronic Transactor, letteralmente "operatore elettronico personale") è una famiglia di personal computer a 8 bit prodotta da Commodore International Ltd. dal 1977 al 1982.
Progettati da Chuck Peddle, i computer furono in seguito ridenominati Commodore CBM (da Commodore Business Machines) per evitare problemi legali in Europa dato che la Philips commercializzava nel continente un computer denominato Programm-Entwicklungs-Terminal e l'acronimo "PET" era già registrato. Vennero sostituiti dai Commodore CBM-II.

## Storia

### Situazione alla Commodore
Agli inizi degli anni settanta Commodore si era affermata come produttrice di calcolatrici elettroniche basate sui chip di Texas Instruments. Nel 1975, però, Texas Instruments decise di non limitarsi alla fornitura degli integrati ai produttori ma di vendere anch'essa le calcolatrici, riuscendo a tenere un basso prezzo per via del fatto che produceva gran parte dei componenti necessari al loro assemblaggio. Questa mossa tagliò fuori dal mercato molte società, compresa la Commodore, che vide precipitare i suoi utili. Per abbassare i prezzi di vendita dei suoi prodotti anche Commodore avrebbe dovuto produrre in proprio i chip necessari alle sue calcolatrici. Si mise così alla ricerca di un produttore da acquistare, che individuò in MOS Technology, una piccola società della Pennsylvania che stava attraversando un periodo di crisi finanziaria.

### Acquisizione della MOS Technology e progetto
Commodore acquistò MOS Technology nel 1976, rilevando anche tutti i suoi dipendenti. Tra il personale di MOS Technology c'era anche Chuck Peddle, l'ingegnere che aveva supervisionato il progetto del MOS 6502. MOS Technology aveva prodotto e commercializzato il MOS KIM-1, un microcomputer basato sul MOS 6502 che nei piani della società sarebbe servito agli sviluppatori che avessero voluto utilizzare quella CPU, ma che era stato acquistato anche da semplici amatori.
Jack Tramiel, il presidente di Commodore, fu convinto da Peddle che le calcolatrici avevano fatto il loro tempo e che il futuro erano i computer e lo autorizzò a svilupparne uno basato sul KIM-1. Peddle aggiunse alla scheda del KIM-1 un circuito video per la visualizzazione dei dati su monitor, 4 kB di RAM, un interprete BASIC della Microsoft e assemblò il tutto in un case che includeva un monitor, una tastiera e un registratore a cassette.
Secondo Peddle il nome PET si deve ad Andre Souson della Commodore, che fu ispirato dalla moda dei soprammobili Pet Rock lanciata nel 1976. Doveva essere un nome di tre lettere come il KIM e suonare amichevole (pet significa "domestico"). Il nome esteso "Personal Electronic Transactor" è in realtà un acronimo inverso, con la parola transactor usata un po' forzatamente. Il nome "2001" del primo modello fu preso, copiando senza ritegno, dal film 2001: Odissea nello spazio, che allora rappresentava bene qualcosa di futuristico. La filiale giapponese della Commodore scelse anche un tipo di carattere per i tasti simile a quello del computer HAL nel film.

### Presentazione al pubblico e diffusione

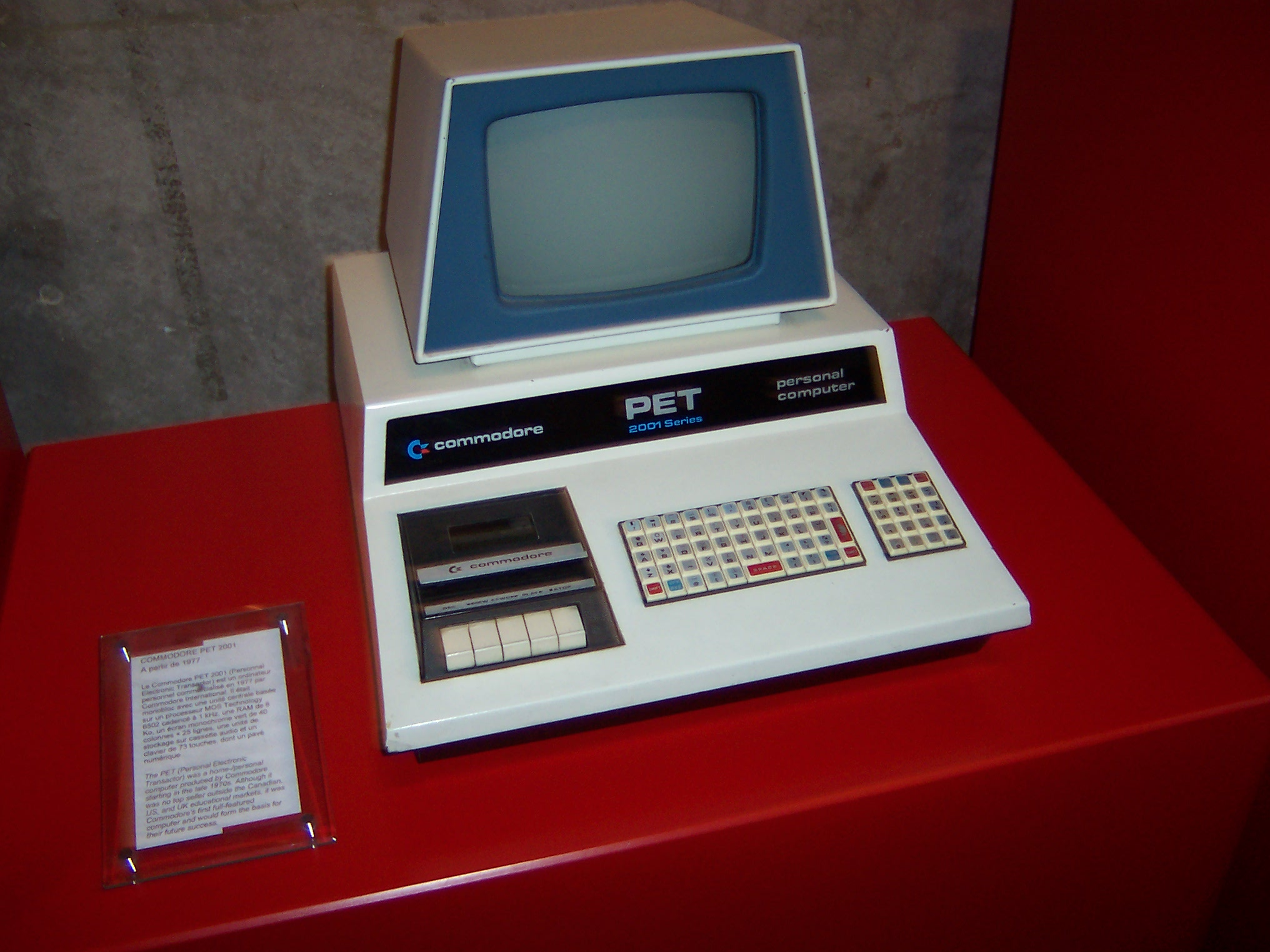
Uno dei primi modelli del PET 2001, riconoscibili per la cornice blu intorno al monitor e i tasti del registratore chiari

Il primo modello commercializzato fu il PET 2001, presentato nel mese di gennaio del 1977 al Consumer Electronics Show di Las Vegas e commercializzato a partire dal mese di giugno dello stesso anno. Fu presentato poi alla successiva West Coast Computer Faire, ma anche nella catena di negozi Radio Shack, nella previsione che il computer fosse venduto anche lì. In quell'anno furono presentati anche altri home computer quali l'Apple II e il TRS-80, ma la Commodore ebbe il notevole vantaggio di riuscire a distribuire il PET a livello mondiale nel giro di pochi mesi.
La presentazione del prototipo del PET precedette l'Apple II e il TRS-80, ma il modello arrivò effettivamente sul mercato più tardi. Le prime 100 unità arrivarono ai clienti in attesa a metà ottobre 1977, circa sei settimane dopo il previsto, secondo Peddle, a causa di difficoltà con controllo qualità e approvvigionamento.
I tre principali concorrenti PET, Apple II e TRS-80 vennero in seguito soprannominati "la trinità" del 1977 e rappresentarono una grande svolta nel mondo dei personal computer, in quanto i primi venduti interamente assemblati. Tuttavia, nei primi due anni tutti e tre ebbero produzione lenta.
Le scelte per contenere bassi i prezzi si ripercossero positivamente sul prezzo di vendita: il PET 2001 con 4 kB di RAM fu messo in commercio a un prezzo di 795 dollari, ribassato a 595 dollari quando fu presentato il modello con 8 KB, venduto a 795 dollari. Il PET 2001 fu un successo soprattutto in ambito didattico grazie al fatto che incorporava tutto il necessario per funzionare: una tastiera per immettere i dati, un monitor per vedere i risultati, un registratore per salvare i programmi. Nel 1980, per consentire l'utilizzo di dischi floppy, venne realizzata la periferica Commodore 8050. La produzione del computer cessò nel 1982, in favore dalla serie Commodore CBM-II.
La prima azienda che importò nel 1977 il PET 2001 in Italia fu la Harden S.p.A. di Sospiro (Cremona), fondata da Luigi Bonezzi.
Considerando tutti i modelli, la linea PET arrivò a vendere 600 000 unità..
L'architettura PET originale, potenziata nelle capacità audio/video, e con l'aggiunta di uno slot per cartucce per una semplice distribuzione del software, fornì la base per gli home computer VIC 20 e Commodore 64.

## Caratteristiche

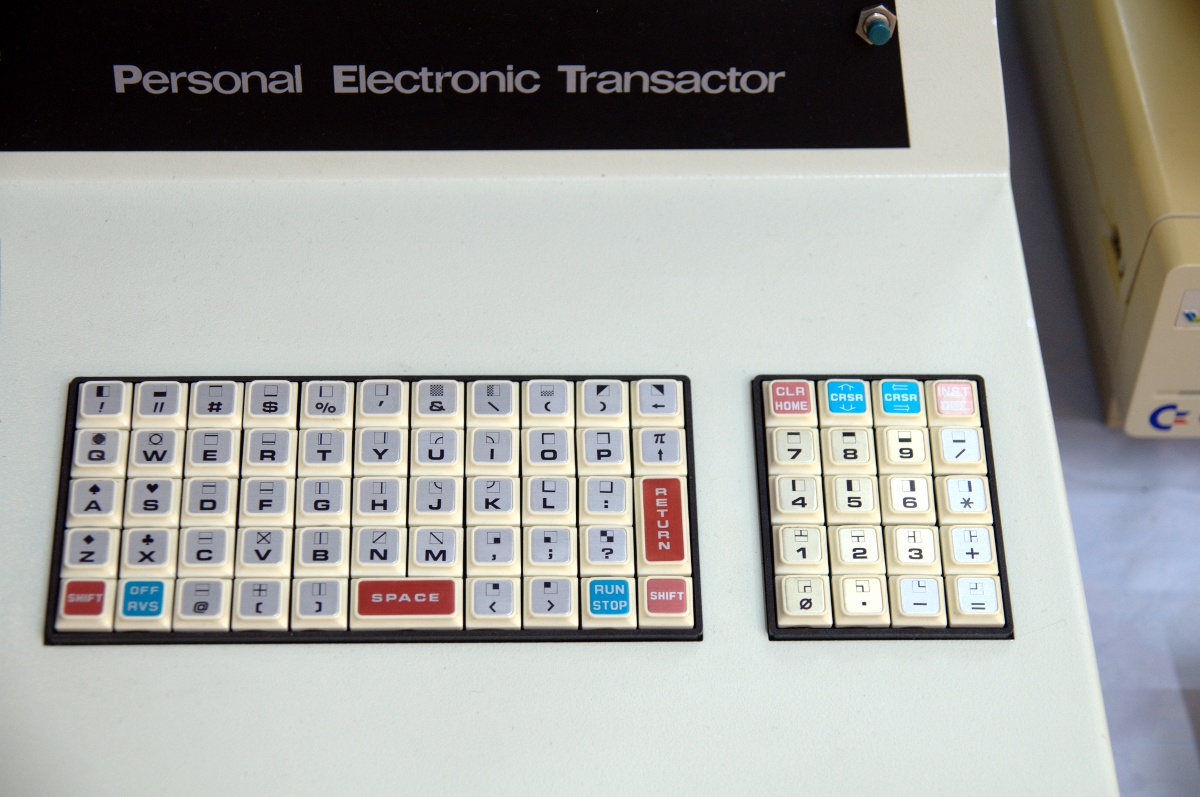
Dettaglio della tastiera originale con i tasti in gomma

Il primo modello del PET 2001 fu messo in commercio con 4 kB di memoria: successivamente furono offerti modelli con 8, 16 o 32 kB di RAM. I modelli della serie 8000 portarono la RAM fino a 96 kB: alla memoria sopra ai 32 kB si accede usando la tecnica del bank switching. La ROM contiene un interprete BASIC denominato Commodore BASIC, derivato dal Microsoft BASIC, che funge anche da interfaccia per il sistema operativo, denominato KERNAL, composto dalle routine di accesso all'hardware del computer. Poiché sui computer della serie 2001 l'immagine è generata da logiche TTL, la modalità video disponibile è solamente quella testuale monocromatica. Una parvenza di grafica si può ottenere utilizzando i caratteri semigrafici integrati nel set di caratteri PETSCII, composti da quadretti, linee e simboli vari. Lo schermo è da 9" in bianco/blu su nero, o da 12" a fosfori verdi o sempre bianco/blu su nero su alcuni modelli. La risoluzione è di 40×25 caratteri tranne che sui computer della serie 8000, che visualizzano 80 colonne, grazie anche al chip grafico MOS 6545 CRTC che fu adottato a partire dalla serie 3000. La tastiera ha tasti piccoli e ravvicinati, di gomma e difficili da premere, denominati "chiclet" perché ricordavano la forma di una gomma da masticare. La tastiera fu in seguito sostituita da quella con tasti di tipo tradizionale già in uso sulle versioni "business" dei PET.
Il computer presenta inoltre una unità a nastro magnetico integrata, che permette di leggere e salvare dati e programmi su comuni audiocassette, una memoria di massa molto comune ed economica all'epoca. Nell'ottica di contenere i costi di produzione, piuttosto che sviluppare un'unità propria, gli ingegneri Commodore adottarono semplicemente un registratore normalmente reperibile in commercio e lo inserirono nel computer ricavandogli un vano apposito. Nei modelli successivi la tastiera in gomma in stile calcolatrice fu sostituita da una tastiera completa che, per motivi di spazio, costrinse alla rimozione del registratore integrato: al suo posto venne realizzato il datassette esterno C2N, e in seguito anche delle unità a dischi floppy, come il Commodore 4040 e il Commodore 8050.

## Specifiche tecniche

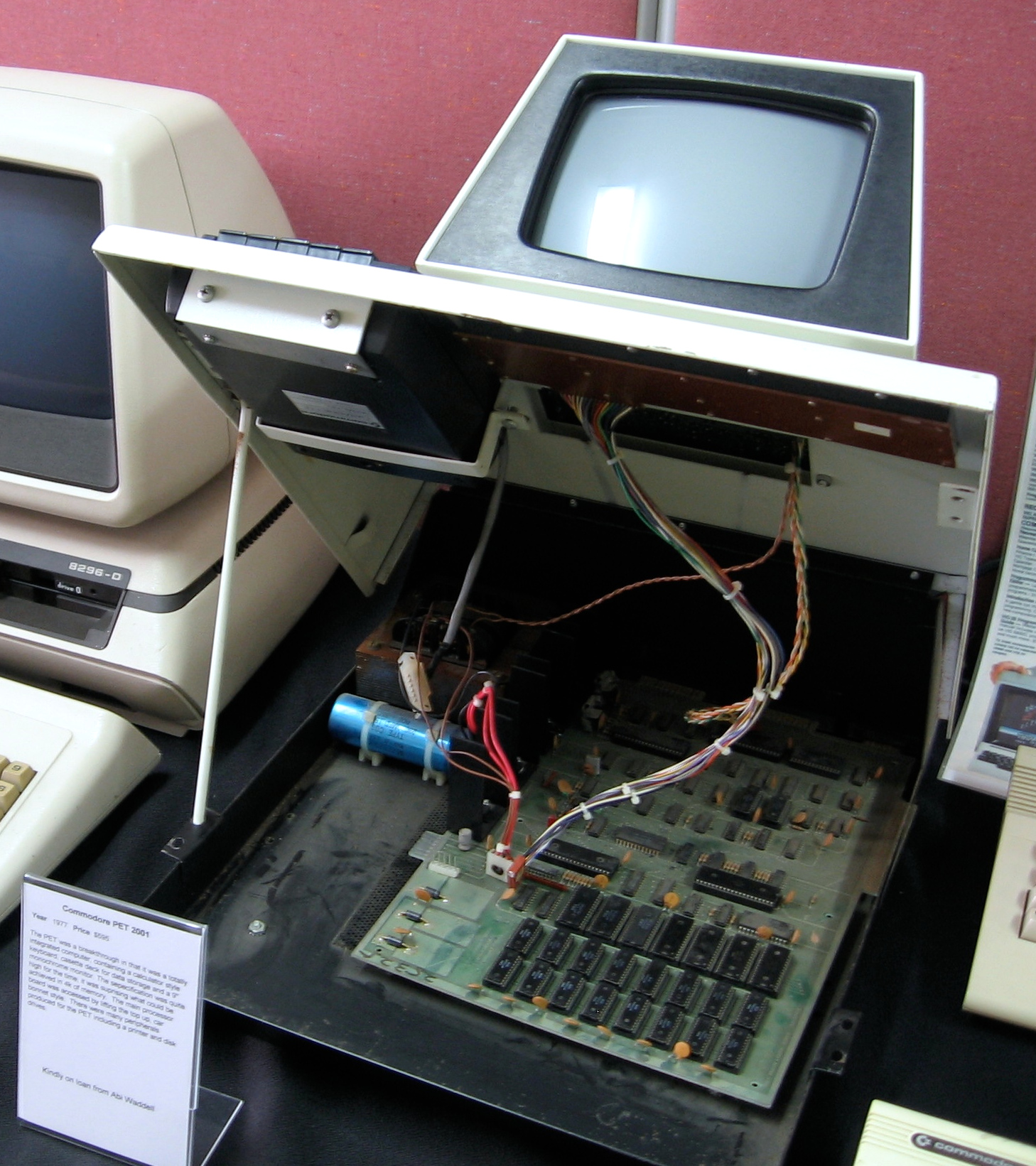
Un PET 2001 aperto

Caratteristiche tecniche principali del PET 2001:
- CPU: MOS 6502 a 1 MHz
- RAM: 4 kB
- ROM: 14 kB contenente
  - Sistema operativo: KERNAL
  - Linguaggio di programmazione: Commodore BASIC
- Video:
  - circuito video basato su logiche TTL
  - monitor integrato da 9"
  - modalità testuale 40×25 caratteri monocromatica (80×25 solo dalla serie 8000[12])
  - modalità semigrafica mediante l'uso di particolari caratteri (PETSCII)
- Input/Output:
  - registratore a cassette integrato
  - porta esterna per un altro registratore
  - porta IEEE 488
  - porta parallela
  - porta per espansioni di sistema
- tastiera: 73 tasti

## Modelli

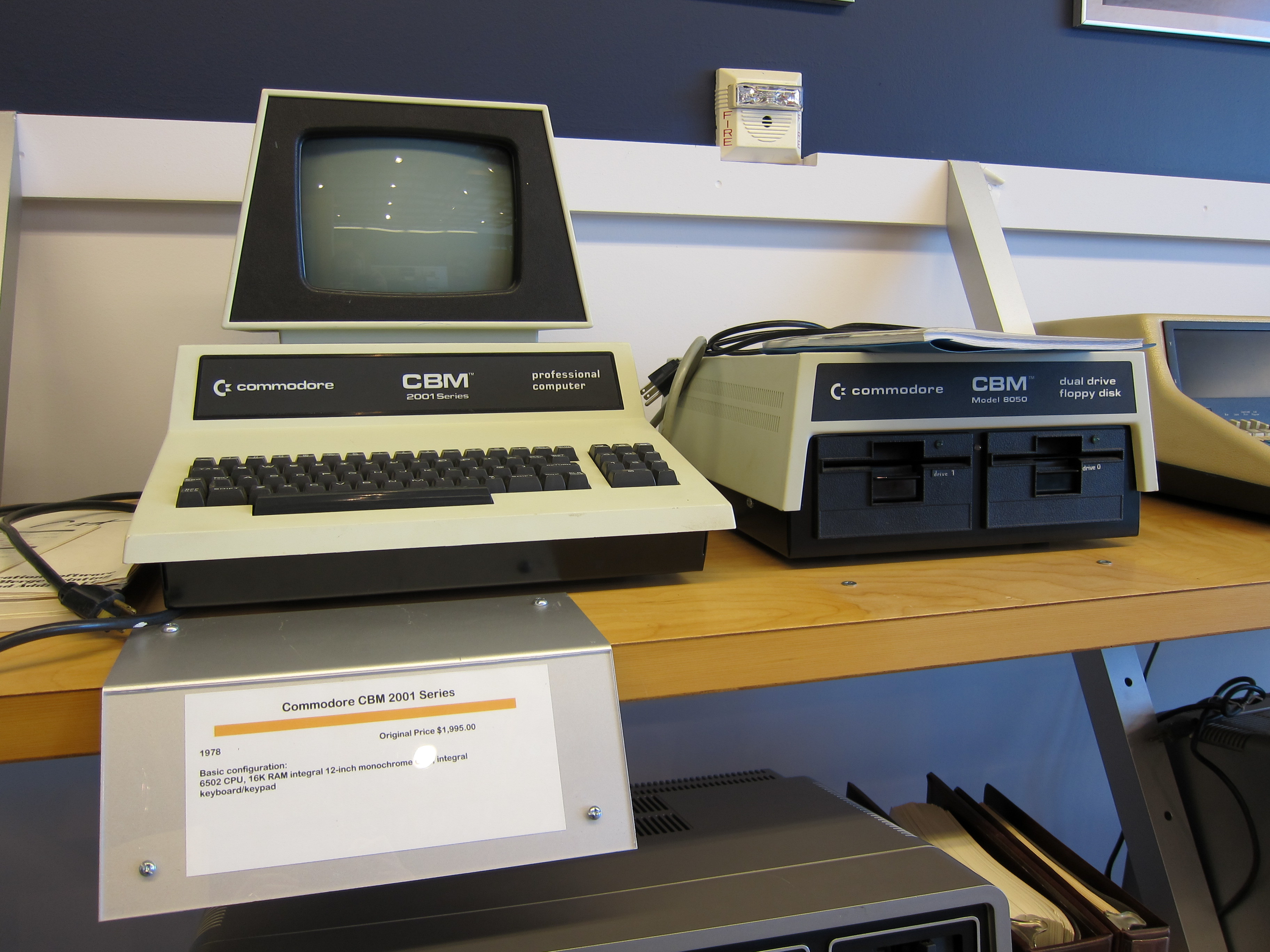
Un PET 2001 con la tastiera con tasti tradizionali, a lato l'unità dischi CBM 8050

Il PET subì nel corso degli anni diverse evoluzioni. Venne aumentata la memoria disponibile, vennero inseriti su ROM interpreti BASIC sempre migliori (il culmine venne raggiunto con il CBM BASIC 4.0). Si resero disponibili delle unità a disco esterne, tra le quali il Commodore 4040 e il Commodore 2031.
L'evoluzione riguardò anche il nome: l'acronimo PET venne sostituito in Europa con CBM (sigla per Commodore Business Machines), in quanto la Philips rivendicò l'esclusività dell'acronimo PET che aveva utilizzato in Europa prima della Commodore.
Fra i modelli più suggestivi vi è senza dubbio il SuperPET (modello "SP9000"), realizzato in collaborazione con l'università di Waterloo. È dotato di linguaggi di alto livello (quali il Fortran e il Pascal) presenti su ROM. È inoltre presente un processore ausiliario (il 6809) dedicato proprio all'esecuzione di questi linguaggi evoluti. Come unità video utilizza il MOS 6545 CRTC.
L'aggressiva politica commerciale portò nel tempo la casa madre a praticare alcuni espedienti considerati discutibili dagli utenti, come quello di perforare le schede madri di alcuni esemplari, ad esempio di CBM 4006 e CBM 4016, per impedire l'espansione della memoria RAM e costringere all'acquisto del modello CBM 4032 con 32 KB di serie.
Gli 8 bit Commodore destinati al settore business raggiunsero la massima evoluzione con i modelli CBM-II, che sostituirono i PET/CBM, e possono disporre di fino a 1 MB di memoria, sono dotati del chip sonoro MOS SID e hanno, oltretutto, un design molto accattivante per il quale venne assegnato un premio.
- Commodore PET 2001-2K
  - Commodore PET 2001-4K
  - Commodore PET 2001-8K
  - Commodore PET 2001-8C
  - Commodore PET 2001-8C
  - Commodore PET 2001-16K
  - Commodore PET 2001-32K
  - Commodore PET 2001B-8
  - Commodore PET 2001B-16

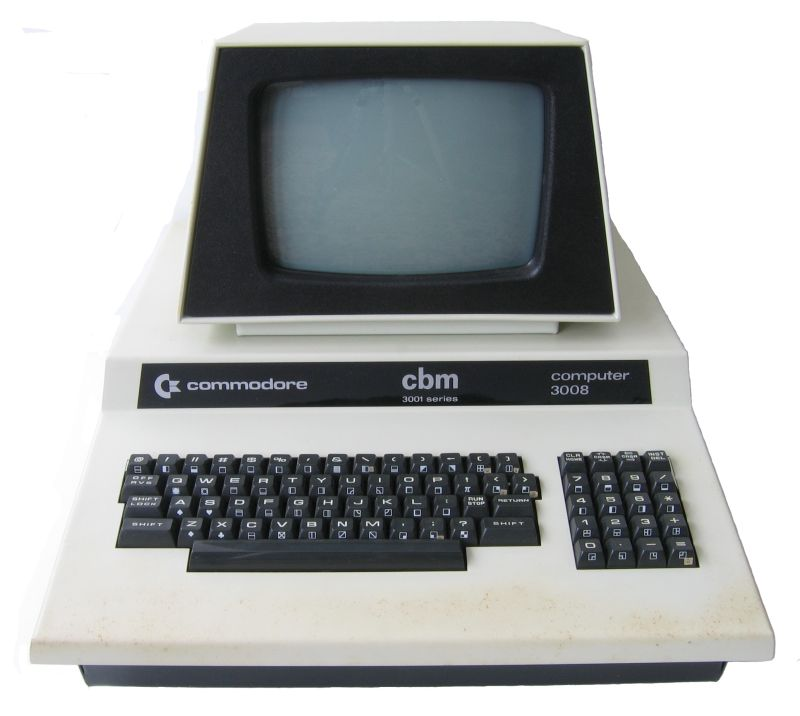
Un PET/CBM 3008

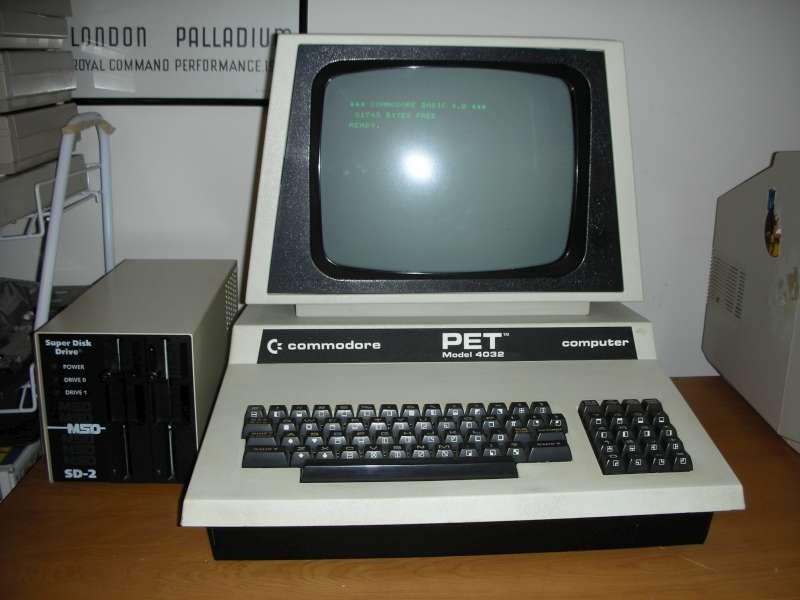
Un PET/CBM 4032

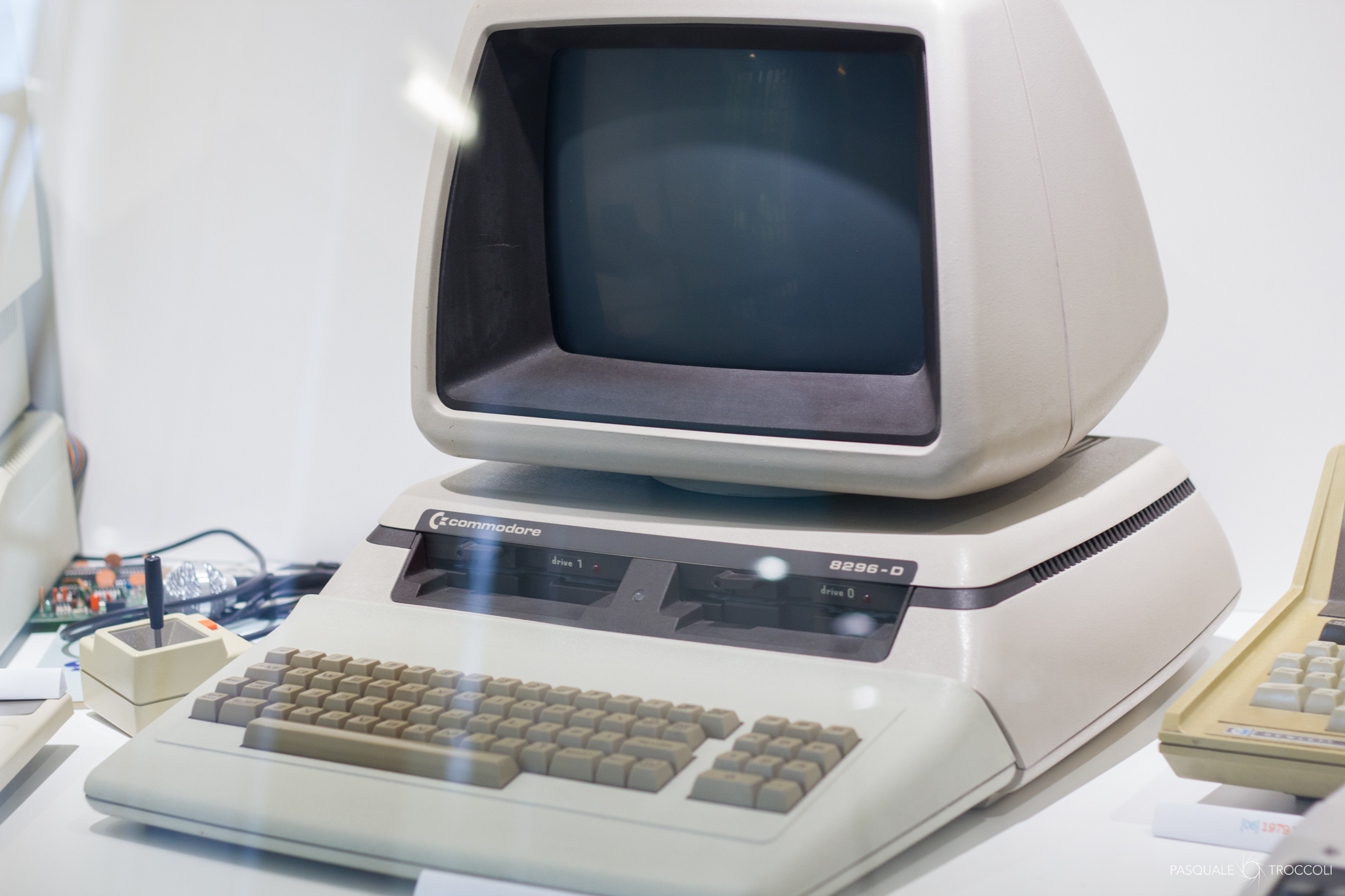
Un CBM 8296-D

  - Commodore PET 2001B-32
  - Commodore PET 2001N-8
  - Commodore PET 2001N-16
  - Commodore PET 2001N-16
  - Commodore PET 2001N-32
  - Commodore PET 2001NT
  - Commodore MDS 6500
- Commodore CBM 3000
  - Commodore CBM 3008
  - Commodore CBM 3016
  - Commodore CBM 3032
- Commodore CBM 4000
  - Commodore CBM 4004
  - Commodore CBM 4008
  - Commodore CBM 4016
  - Commodore CBM 4032
  - Commodore CBM 4064
- Commodore CBM 8000
  - Commodore CBM 8008
  - Commodore CBM 8016
  - Commodore CBM 8032
  - Commodore CBM 8032-32 B
  - Commodore CBM 8032 SK
  - Commodore CBM 8096
  - Commodore CBM 8096 SK
  - Commodore CBM 8096d
  - Commodore CBM 8296
  - Commodore CBM 8296d
- Commodore CBM SP9000
- Commodore CBM B128-80HP 
  - Commodore CBM B128-80LP
  - Commodore CBM B256-80HP.
  - Commodore CBM B256-80LP
  - Commodore CBM B128-40
  - Commodore CBM B256-40
  - Commodore CBM B500
- Commodore CBM 200
  - Commodore CBM 210
  - Commodore CBM 220
- Commodore CBM 500
  - Commodore CBM 505
  - Commodore CBM 510
  - Commodore CBM P500
- Commodore CBM 600 
  - Commodore CBM 610
  - Commodore CBM 620
- Commodore CBM 700
  - Commodore CBM 710
  - Commodore CBM 720
  - Commodore CBM 730

## Software

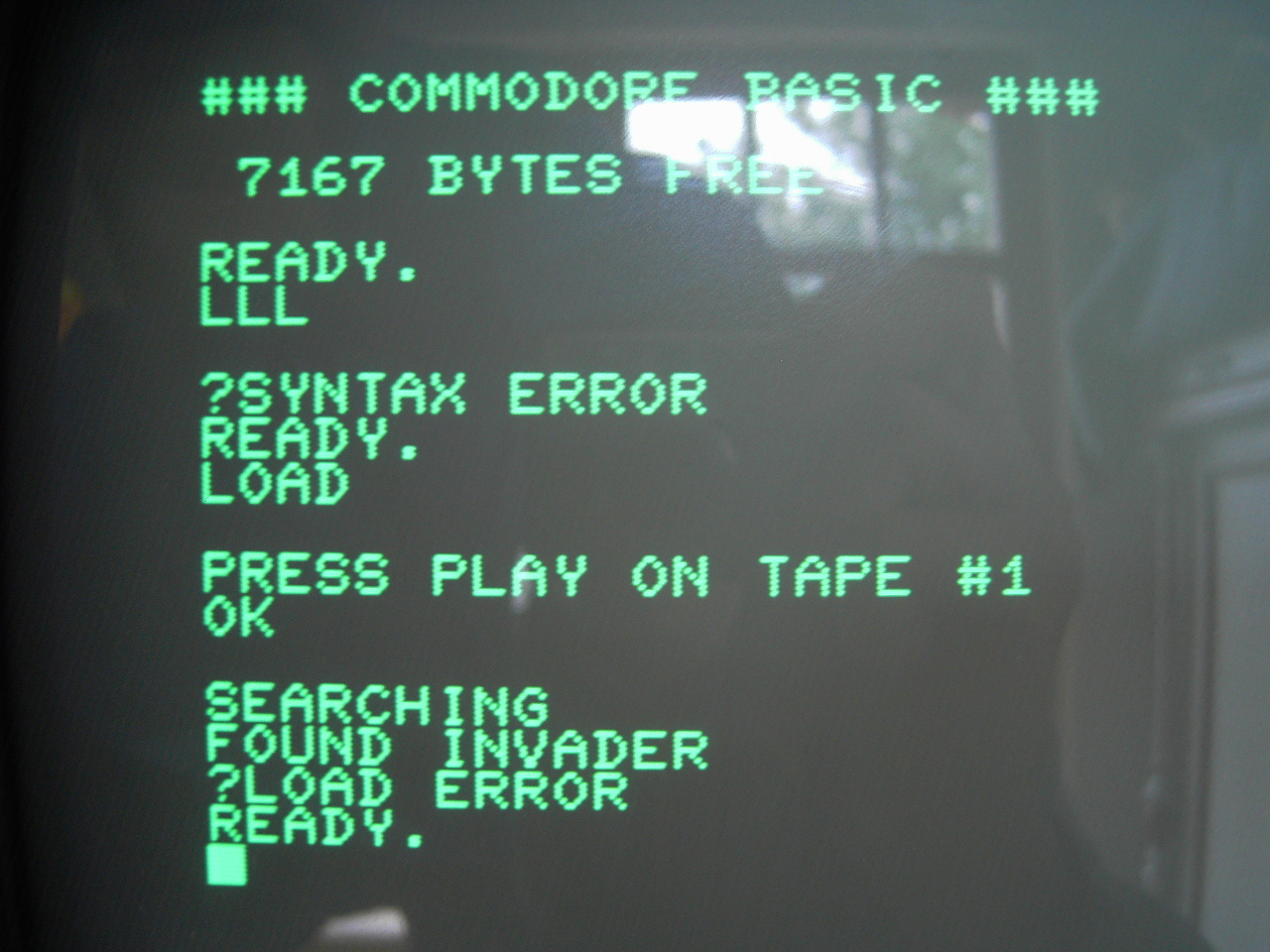
Immagine dell'interprete BASIC

Il catalogo di software commerciale per PET comprendeva soprattutto programmi da ufficio, aziendali, didattici e scientifici. Tra i tanti, la serie Pet Pack della Commodore, la serie PetAct della ACT Petsoft, i programmi di videoscrittura WordPro, Wordcraft e Superscript e il noto foglio elettronico VisiCalc.
Inizialmente non era disponibile un assembler e perfino programmi commerciali erano scritti in BASIC. La Human Engineered Software produsse allora HesBal, primo assembler per processore MOS 6502 al mondo, e il relativo editor HesEdit. Seguirono il sistema di comunicazione via cavo HesCom e il debugger HesMon, usciti anche per VIC-20.
Tra i linguaggi di programmazione furono prodotte varie implementazioni di Assembly, varianti ed estensioni del BASIC, COMAL, Forth, Pascal, PILOT; con il modello SuperPET erano inclusi anche COBOL, APL, Fortran, MUMPS.
La rivista statunitense Cursor (1980-1982, 30 numeri), un mensile con cassetta, fu una delle maggiori fonti di software. Il Toronto PET User's Group (TPUG), uno dei più antichi club di computer del mondo, lanciò un'altra importante rivista, The Transactor.

### Videogiochi
Il PET originale, dotato solo di grafica a caratteri e privo di sonoro e di porta per controller, era inferiore al contemporaneo Apple II per quanto riguarda i videogiochi.
Sebbene fosse un sistema proposto per applicazioni serie, ci fu comunque una certa produzione di giochi, anche commercialmente.
Tra i primi programmatori per PET ci fu Leonard Tramiel, figlio di Jack Tramiel, che realizzò un simulatore di blackjack usato per presentare il computer alle fiere e un Lunar Lander grafico.
Diverse aziende statunitensi iniziarono producendo giochi per PET, tra cui la Epyx con Starfleet Orion. La Avalon Hill pubblicò molti giochi per PET con la sua nuova divisione software, tra cui il gioco di ruolo di successo Telengard, originato su mainframe e convertito inizialmente per PET. In Giappone Satoru Iwata realizzò per PET il suo primo videogioco, Car Race II.
Il PET, specialmente le più tarde versioni a 80 colonne, era molto adatto per le avventure testuali. Molti classici della Adventure International vennero convertiti da TRS-80 a PET da autori amatoriali.
Sono noti almeno 800 videogiochi per PET, inclusi titoli non commerciali e produzioni amatoriali recenti.
La rivista Retro Gamer ricorda come cinque "giochi essenziali" Cosmic Jailbreak, Milipede (clone), Seige, Temple of Apshai, Ouranos!.
Tra le molte avventure testuali ricorda Adventureland, Colossal Cave, Deadline (conversione non ufficiale), Dog Star Adventure, Voyage to Atlantis.